# Ziarno aleuronowe

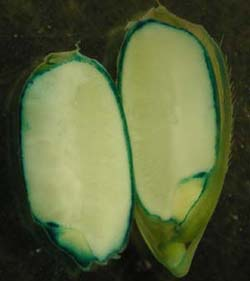
Zabarwiona warstwa aleuronowa na obrzeżach przekrojonego ziarna ryżu

Ziarno aleuronowe (gr. aleuron – mąka) – w przybliżeniu kuliste, struktury białkowe, otoczone pojedynczą błoną biologiczną, powstające przez odwodnienie i tężenie licznych drobnych wakuoli, rozmieszczonych równomiernie w cytoplazmie. Powstają w końcowym etapie dojrzewania nasion, a zanikają (zostają zużyte) na początku kiełkowania, dostarczając substancji odżywczych kiełkującemu zarodkowi.

## Budowa
Ziarna aleuronowe mogą się składać tylko z jednolitej, bezpostaciowej masy podstawowej (matriks), tworzonej przez albuminy, lub też zanurzone w niej mogą być globoidy i krystaloidy białkowe, mające zdolność pęcznienia (rącznik pospolity). Globoidy tworzy bezpostaciowa fityna, która składa się z nierozpuszczalnych soli kwasu fitynowego lub kwasu fitowego (inozytyloheksafosforowego).
Ziarna aleuronowe mogą zawierać także enzymy hydrolityczne, np. proteazy i kwaśną fosfatazę (np. w nasionach grochu), niezbędne do gromadzenia białek i fityny oraz amylazę i rybonukleazy. Dzięki obecności tych enzymów w ziarnach aleuronowych odbywa się nie tylko gromadzenie i udostępnianie materiałów odżywczych, ale także trawienie innych składników komórki. Ponadto uruchomienie α-amylazy w warstwie aleuronowej ziarniaków rozpoczyna proces kiełkowania.

## Występowanie
Komórki wypełnione ziarnami aleuronowymi tworzą zewnętrzną warstwę bielma (tzw. bielmo aleuronowe) w ziarniakach traw zwaną warstwą aleuronową. Przy wyrobie białej mąki z ziarniaków zbóż, warstwa aleuronowa wraz z okrywą owocowo-nasienną jest odrzucana jako tzw. otręby. Ziarna aleuronowe występują ponadto w zewnętrznej warstwie bielma w rodzinie rdestowatych oraz we wszystkich komórkach bielma u rącznika pospolitego, a także w liścieniach, np. grochu i fasoli.